# Royal Swaziland Sugar Corporation United Football Club
Le Royal Swaziland Sugar Corporation United Football Club, plus communément appelé RSSC United est un club swazi de football basé à Mhlume, au nord du pays. L'équipe naît de la fusion entre les clubs de Mhlume United et de Simunye FC en 2005.

## Historique

### Avant la fusion
Le Simunye FC est une équipe de la ville de Simunye. Avant la fusion, elle dispute plusieurs saisons en Premier League, la dernière datant de l'année de la fusion, en 2004-2005. Le club a un palmarès vierge.
L'équipe de Mhlume United est créée en 1992, à la suite du rapprochement entre les clubs de Mhlume Peacemakers, vainqueur du championnat dans les années 1980 et du Mhlume FC. Les deux formations jouent alors en première division. Mhlume United remporte la Coupe du Swaziland en 2000.

### Histoire du RSSC United
Fondé à Mhlume en 2005 à la suite de la fusion entre les clubs de Mhlume FC et de Simunye FC, la formation joue ses rencontres au Mhlume Stadium. Sa première saison parmi l'élite est médiocre puisqu'elle s'achève sur une relégation en First Division. Le club ne retrouve le haut niveau qu'en 2013, un passage de courte durée avec une nouvelle descente en deuxième division à l'issue de la saison 2014-2015. 
Au niveau international, les titres nationaux remportés permettent au club de participer à la Coupe des clubs champions africains 1982 et à la Coupe d'Afrique des vainqueurs de coupe de football 2001, sans toutefois que celui-ci ne réussisse à passer le premier tour,.

## Palmarès
- Championnat d'Eswatini (1) :
  - Vainqueur : 1981 (sous le nom de Mhlume Peacemakers)

- Coupe d'Eswatini (1) :
  - Vainqueur : 2000 (sous le nom de Mhlume United)